# Campeón de Campeones 1960-61
El Campeón de Campeones 1960-61 fue la XX edición del Campeón de Campeones que enfrentó al campeón de la Liga 1960-61: Guadalajara y al campeón de la Copa 1960-61: Tampico. El trofeo se jugó a partido único realizado en el Estadio Olímpico Universitariode la Ciudad de México. Al final de éste, el Club Deportivo Guadalajara consiguió adjudicarse por cuarta vez en su historia este trofeo.

## Información de los equipos
| Guadalajara |  |  |  | Campeón de la Primera División de México (1960-61) |
| Tampico     |  |  |  | Campeón de la Copa México (1960-61)                |

## Previo
El cuadro del Tampico, dirigido por el argentino Nicolás Palma, venía de superar por marcador de 1-0 al Deportivo Toluca en la final de la Copa México, jugada el 30 de abril de 1961 en el Estadio Olímpico Universitario. Gracias a este triunfo obtuvo el derecho a disputar el encuentro de Campeón de Campeones, que tendría lugar siete días después.
Por su parte las Chivas se mantuvieron entrenando en la ciudad de Guadalajara a mando de Jesús "Chuco" Ponce, entrenador provisional que asumió el cargo con la partida de Javier de la Torre a la Selección de fútbol de México.
El cuadro tampiqueño ya había derrotado al Guadalajara en las semifinales de la Copa México y presentaba cuadro completo, por lo que tomaba el papel de favorito.

## Partido
El partido se jugó el día 7 de mayo de 1961 en la Ciudad de México. Mientras el Tampico salió a la cancha con los mejores jugadores de su plantel, el Guadalajara tuvo que hacer uso de varios suplentes, debido al llamado de sus titulares para formar parte de la Selección de fútbol de México.
En el inicio, el partido se inclinó del lado de los rayados, quienes tuvieron las oportunidades más claras frente a la cabaña del Tampico. Esta inercia continúo durante casi todo el primer tiempo, siendo el portero Pulido la figura de los jaibos en esos primeros minutos. Por parte del Tampico, la oportunidad más clara se presentó en los pies de Francisco "Maracas" Banda, quien logró filtrarse por el centro de la defensa guadalajarista y alcanzó a disparar superando a Ignacio Sevilla, pero el balón fue controlado por el "Tubo" Gómez.
A la mitad del segundo tiempo, Javier Valdivia pudo conectar un pase de Héctor Hernández para marcar el único gol del encuentro, esto fue al minuto 65. El resto del encuentro fue dominado por el cuadro rojiblanco, sin embargo no pudo ampliar el marcador.

### Alineaciones
- Guadalajara: Gómez, Chaires, Sevilla, Villegas, Jasso, Valle, Jara, Valdivia, Hernández, Ponce y Arellano.

- Tampico: Pulido, Oropeza, Cardoso, Méndez, Pérez, Rosas, Molina, Bonelli, Pérsico, Rolando y Banda .

### Guadalajara-Tampico
| 7 de mayo de 1961                               | Guadalajara   | 1:0 (0:0) | Tampico | Estadio Olímpico Universitario, Ciudad de México            |                                                             |
|                                                 | Validivia 65' |           |         | Asistencia: 20 000 espectadores Árbitro(s): Fernando Buergo | Asistencia: 20 000 espectadores Árbitro(s): Fernando Buergo |
| Guadalajara Campeón de Campeones 1960-61 (1:0). |               |           |         |                                                             |                                                             |

| Campeón de Campeones 1960-61 |
| ---------------------------- |
|                              |
| Guadalajara                  |
| 4° Título                    |